# Ictus Records
Ictus Records ist ein unabhängiges Plattenlabel für europäische Avantgardemusik, das 1976 von Andrea Centazzo als musikalischem Leiter und seiner Frau Carla Lugli als Produzentin im italienischen Bologna gegründet wurde. Dort sind Alben von Kent Carter, Steve Lacy, Derek Bailey, Pierre Favre, Andrea Centazzo, Guido Mazzon, der Gruppe Bang (um Herb Robertson und Tim Berne) und vielen anderen erschienen. Das Label, auf dem zunächst hauptsächlich Projekte um Andrea Centazzo dokumentiert wurden, brach 1984 zusammen. 2006 wurde es im kalifornischen Long Beach wieder zum Leben erweckt und hat auch zahlreiche ältere Aufnahmen digital auf CD veröffentlicht.
Parallel dazu hat auch Ed Summerlin eigene Produktionen unter diesem Namen veröffentlicht.